# یانگونین
یانگونین (به انگلیسی: Yangonin) یک ترکیب شیمیایی با شناسه پاب‌کم ۵۲۸۱۵۷۵ است.
در نام‌گذاری آیوپاک به‌صورت 4-Methoxy-6-[(E)-2-(4-methoxyphenyl)ethenyl]pyran-2-one نوشته می‌شود.